# اینرر فیسیستوک
اینرر فیسیستوک (به لاتین: Innerer Fisistock) یک کوه در سوئیس است که در کانتون برن واقع شده‌است. اینرر فیسیستوک ۲٬۷۸۷ متر بالاتر از سطح دریا واقع شده‌است.